# Teatro Kursaal-Fernando Arrabal
El Teatro Kursaal-Fernando Arrabal es el teatro más importante de Melilla (España), ubicado en el n.º 6 de la avenida Cándido Lobera, Ensanche Modernista y que forma parte del Conjunto Histórico Artístico de la Ciudad de Melilla, un Bien de Interés Cultural.Es la sede principal de la Semana de Cine de Melilla.

## Salón Kursaal
Los solares 190, 191 y 192 del Barrio de Reina Victoria quedarán desiertos en las licitaciones de 1910, debido a su desfavorable ubicación con respecto a La Avenida y dos años más tarde, de forma provisional se cederán en usucto a Isidro Ribas Pujol y Antonio Carbonell Pages, para la instalación de un skating rink, pista de patinaje, bar y cinematógrafo proyectado en un principio por Joaquín Barco Pons, proyecto del 12 de junio de 1912, finalmente se debe al de Enrique Nieto con fecha 25 de septiembre de 1912, autorizada su construcción el 8 del mes siguiente y siendo concluido a finales del mismo año, siendo inaugurado el 23 de diciembre de 1912 , con la denominación de Salón Kursal.
Propiedad de los empresarios  Jorro y Rivas, era un enorme pabellón de madera con carpintería interior de diseño vienés para el recreo provisto entonces de la mayor pista de España, en el año  1915 es comprado por Ricardo Ramos Cordero que en 1916 lo reforma para servir de teatro de variedades y comedias. 
En el “Informe acerca de las condiciones que reúnen actualmente los locales destinados a espectáculos públicos, en esta ciudad”, firmado por el ingeniero industrial Francisco de las Cuevas y el arquitecto Enrique Nieto, fechado a primero de abril del año 1927 indicaba su mal estado y en la Sesión Permanente de la Junta  Municipal de comienzos del mes de junio de 1928 se había obligado a su propietario a dejar libre un trozo de vía pública que usufructuaba a efectos de urbanización de los terrenos próximos al barracón, antes del 31 de diciembre de 1928. 
Corbella lo adquiere en 1929 y lo alquila a Rico y Rojo, hasta que es comprado por Rafael Rico Albert en el 1929, que el 19 de mayo de 1930 comenzó a derribarlo.

## Teatro Kursaal

### Historia
El 20 de febrero de 1930, la Junta Municipal autorizó su construcción a Rico Albert indicando que debía alinearse con el Edificio de la Cámara de Comercio y ajustarse plenamente a las condiciones impuestas por la Comisión de Espectáculos de Melilla. 
Fue construido en 1930 por los contratistas José Zea, Albadelajo y Martínez Rosas, SA, con decoración de Vicente Maeso y carpinterías de Adolfo Hernández según diseño del arquitecto Enrique Nieto fechado en diciembre de 1929 e inaugurado el 31 de octubre de 1930, dos mil quinientos espectadores, el 14 de abril de 1931 tuvo lugar el inicio de sus sesiones de cine sonoro con la película alemana titulada en español Sólo te he querido a ti, siendo declarada obra nueva ese año y ampliado entre 1934 y 1935 con proscenio y camerinos por el mismo arquitecto en noviembre de 1934, para servir de teatro, el único del centro de Melilla.
Fue renombrado Cine Nacional en 1937 y sufrió la pérdida la decoración original de la sala 1952 y 1953, sustituida por una de Pedro Aroca, de los pináculos de la fachada principal tras varios terremotos entre 1958 y 1959 y la eliminación de los palcos del procenio en 1969 para agrandar la pantalla.
Tras el cierre en 1982 del Monumental Cinema Sport se convirtió en el mayor cine de Melilla, en el que se celebraban las Semanas de Cine. 
Fue comprado en 2005 y reconstruido entre 2010 y 2011 por la Ciudad Autónoma de Melilla, siendo denominado Teatro Kursaal.

El 25 de octubre de 2017 se rebautizó cómo Teatro Kursaal-Fernando Arrabal con la presencia del propio Fernando Arrabal.

### Descripción

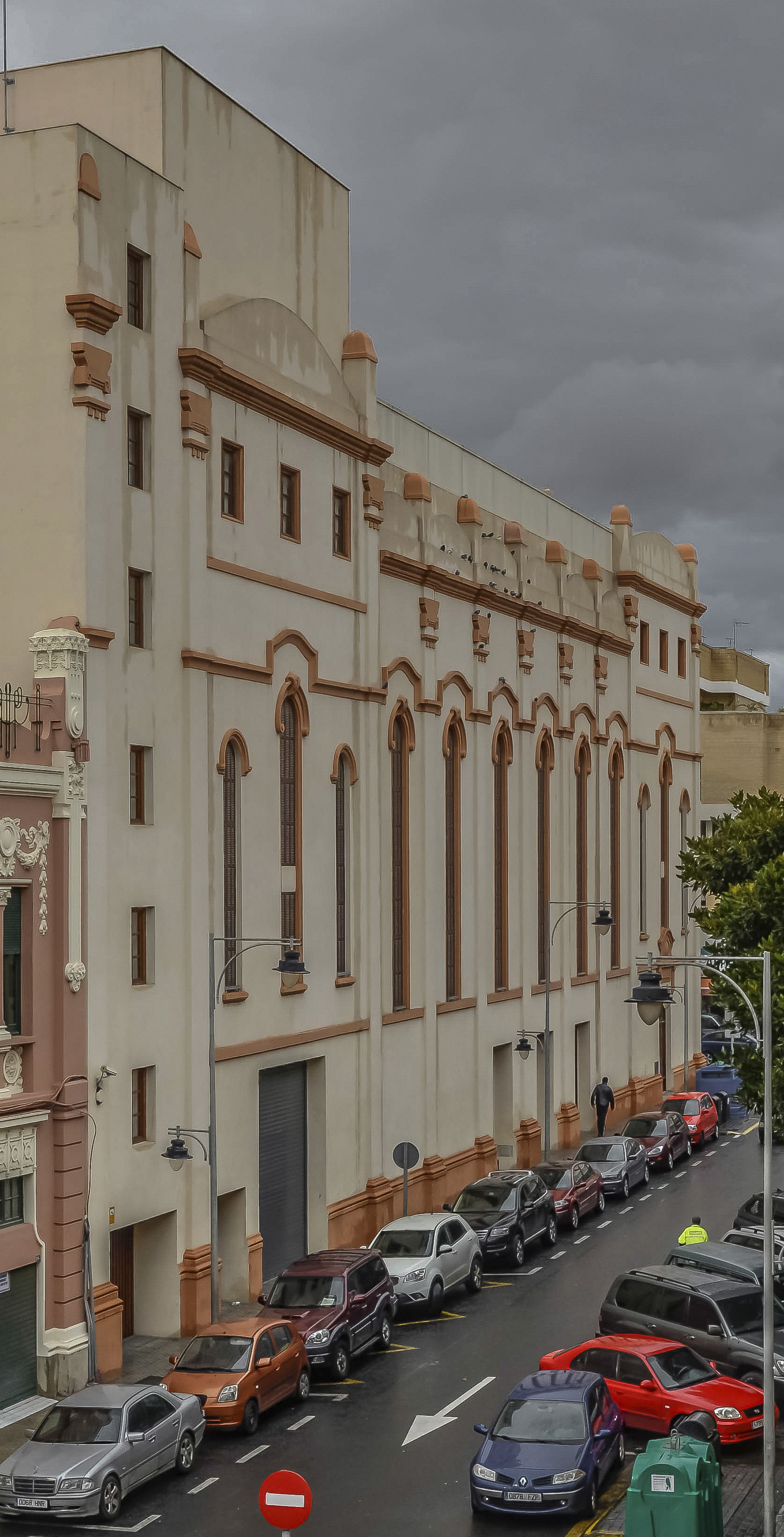

Está construido con paredes de mampostería de piedra local y ladrillo tocho, con bovedillas de ladrillo tocho para los techos, materiales muy humildes.

### Exterior
Su fachada principal cuenta con una calle que se inicia con las tres puertas de entrada en arcos planos, continuando con una ventana trífora que conduce  a un balcón corrido con balaustre, esta ventana continúa con otra similar, con un arco escarzano sobre el rótulo de fundición, enmarcado por una cornisa adaptado al arco que lleva a cinco ventanas adinteladas, separadas por pilastras que conducen a un frontón curvo, flanqueado por pináculos que arrancan en bellas pilastras ornamentadas con motivos geométricos que se inician en el primer cuerpo. 
Las calles laterales cuentan con bellas puertas de madera, con molduras que llevan hasta un gran ventanal terminado en arco,letras de hierro sevillanas que lleva a otra cornisa adaptado al arco y esta a una ventana, rematándose con otro frontón curvo y flanqueada toda la calle con pilastras, repitiéndose esta composición de la calle en los paños de la fachada lateral.

### Interior

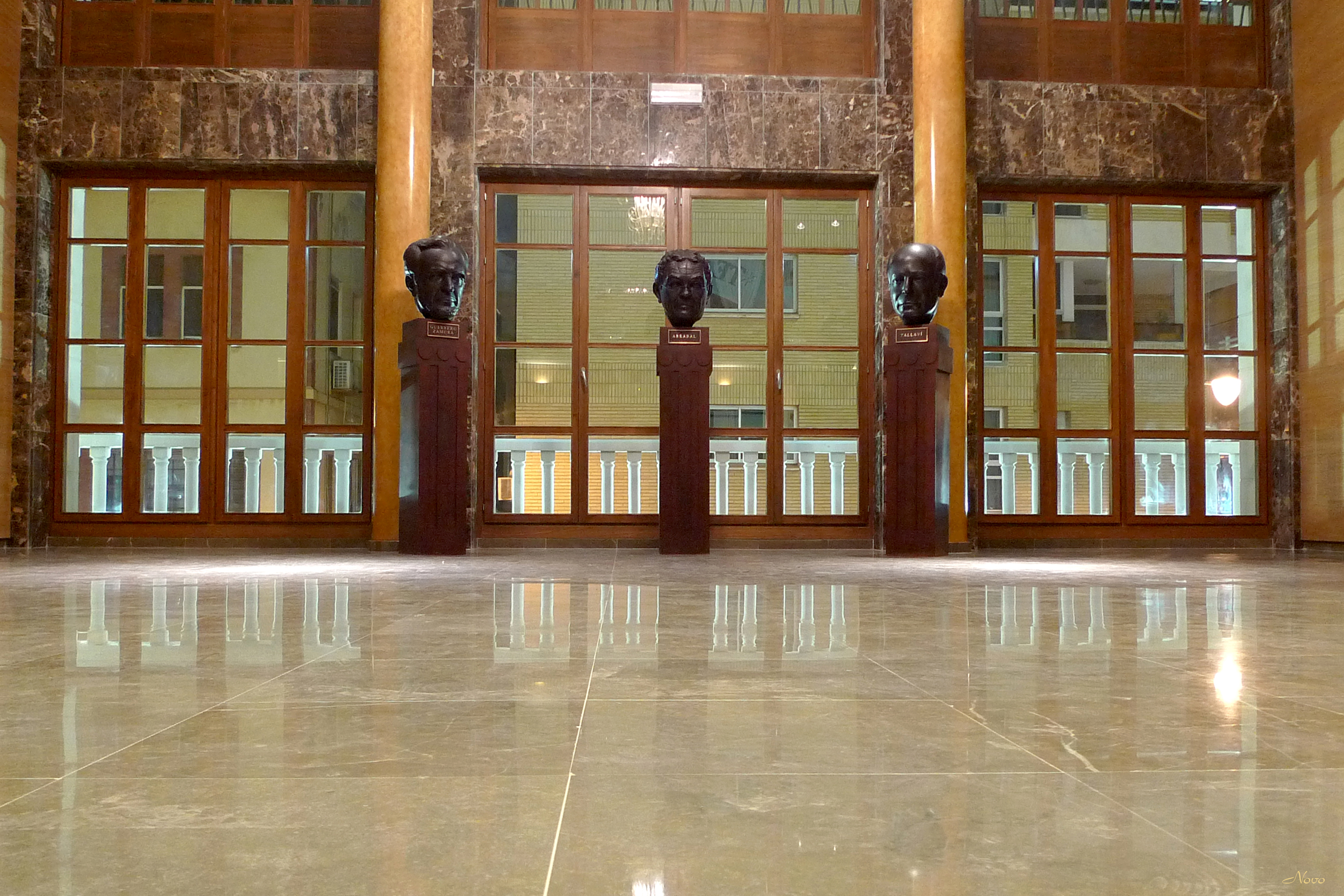
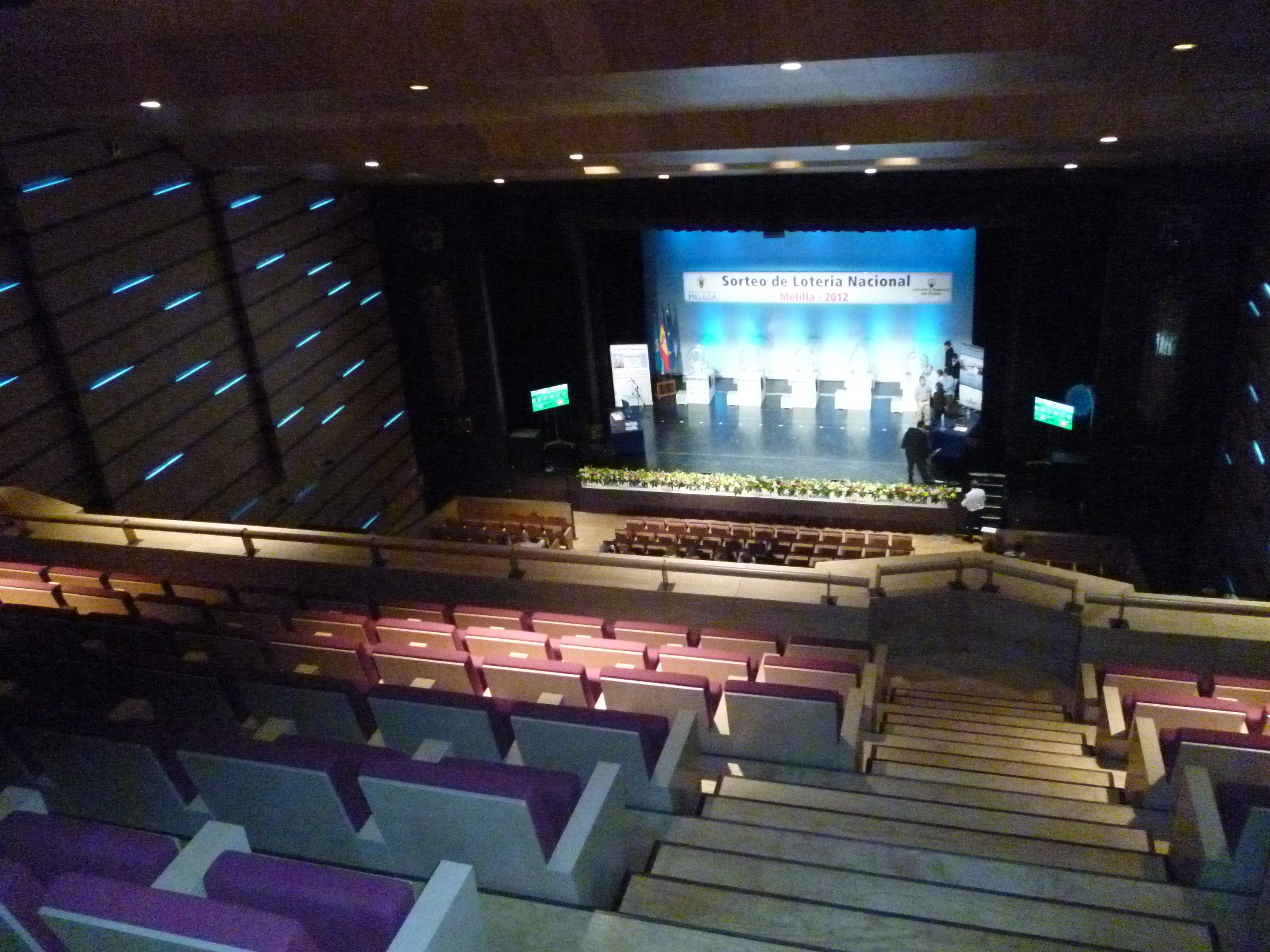

Antes de la transformación contaba con tres plantas -800 y 400 butacas-.
La planta baja contaba con las taquillas a los lados del vestíbulo, tras el sitúa el patio, con proscenio y orquesta en su final, la primera contaba con foyer, los servicios y, separado por rejería central, el <<ojo del patio>> que ofrecerá la visual del recibidor de su planta baja., hasta la construcción del escenario con la cabina y entradas laterales al anfiteatro que en sus brazos extremos tenía los palcos. El segundo anfiteatro, de igual distribución, albergará la contaduría y dará fin, en su superficie central, a la visión del foyer inferior.